# Pietro Paolo Cristofari
Pietro Paolo Cristofari (1685 - 1743) foi um mosaísta do barroco italiano que desempenhou grande parte da sua carreira em Roma. Filho de Fabio Cristofari, também mosaísta barroco, tornou-se o primeiro diretor do estúdio de mosaico do Vaticano, responsável pela decoração da cúpula e altares da Basílica de São Pedro. Enquanto responsável pela instituição, realizou mosaicos em retábulos após pinturas de artistas como Giovanni Francesco Romanelli, Guercino, Domenico Zampieri e Nicolas Poussin.